# Ralph Linton
Ralph Linton (27. února 1893 Filadelfie – 24. prosince 1953 New Haven) byl americký antropolog, vlivný především v polovině 20. století, hlavně díky jeho pracím The Study of Man (1936) a The Tree of Culture (1955). Jedním z jeho hlavních přínosů bylo zkoumání vztahu mezi statusem a rolí.

## Studia a počátek zájmu o antropologii
Linton se narodil ve Filadelfii v roce 1893, v kvakerské rodině, která vlastnila restaurace. Jak už to je u tehdejších antropologů časté, jeho oficiální vzdělání probíhalo z větší části v jiném oboru, v jeho případě v archeologii.
V roce 1911 začal studovat na Swartmore College a přestože jeho otec chtěl, aby pokračoval v rodinném podnikání, rozhodl se pro studia archeologie a už v té době se podílel na vykopávkách v Guatemale. Školu absolvoval v roce 1915 a pokračoval ve studiu archeologie na Pensylvánské Univerzitě. Zde se podílel na vykopávkách ve státech New Jersey a Nové Mexiko. Poté začal studovat postgraduálně na Kolumbijské Univerzitě, ale nebyl příliš ovlivněn tehdy zde působícím Franzem Boasem, asi nejvlivnějším americkým antropologem té doby. Když vypukla první světová válka, Linton bojoval jako dobrovolník ve Francii a po návratu svá studia dokončil na Harvardu.
Po roce stráveném na Harvardu se Linton rozhodl více soustředit na terénní práci, nejprve v pueblu Mesa Verde a na Markézách ve Francouzské Polynésii. Během pobytu v Pacifiku se jeho zájem přesunul od archeologie směrem ke kulturní antropologii, přestože se stále velice zajímal o studium kulturních artefaktů a primitivního "umění". Z Markéz se vrátil v roce 1922 a doktorský titul získal v roce 1925.

## Předválečná práce
V té době byl také kurátorem sbírek předmětů Amerických Indiánů ve Field Museum of Natural History v Chicagu, pokračoval také ve vykopávkách v Ohiu a analyzoval předměty o kmeni Pawnee v muzejních depozitářích. V té době již vydal řadu odborných článků. V letech 1925–1927 Linton podnikl cestu na Madagaskar, kde shromažďoval exponáty pro své muzeum. Zkoumal tu západní okraj okruhu austronézské kultury, se kterou se již setkal při výzkumu na Markézách. Provedl tu také svůj terénní výzkum, na základě kterého publikoval knihu The Tanala: The Hill Tribe of Madagascar (1933), svou nejdetailnější etnografickou práci.
Po svém návratu Linton začal působit na University of Wisconsin, kde se rozšířila katedra sociologie právě o studium antropologie. Ta nakonec získala vlastní katedru. Někteří z jeho tehdejších studentů se v oboru prosadili, například Clyde Kluckhohn a Marvin Opler. Do této doby se Linton pohyboval především v terénu, ale ve Wisconsinu měl dostatek času pro výuku a publikaci teoretických článků. V roce 1936 vydal svou práci The Study of Man, ve které prokázal svou schopnost psát velice čtivým stylem. V té době také potkal svou třetí manželku Adelin Hohlfeld, která s ním nejprve spolupracovala jako sekretářka, editorka a později už přímo jako spoluautorka řady jeho prací.
Vydání knihy The Study of Man udělal z Lintona jednoho z čelných teoretiků oboru, který inspiroval především ty, kteří se pohybovali mimo pojetí Franze Boase. Díky tomu bylo Lintonovi nabídnuto, aby v roce 1937 převzal vedení katedry antropologie na Kolumbijské Univerzitě, kde byl jeho předchůdcem v této pozici právě Franz Boas. Jeho příchod prováděly spory. Boasova nejbližší spolupracovnice byla Ruth Benedictová a jmenování Lintona vyvolalo odpor členů katedry. Linton v té době spolupracoval s Rodertem Redfieldem a Melvillem Herskovitsem na prestižním výzkumu problematiky akulturace. Výsledkem byla jejich společná publikace Memorandum for the Study of Acculturation (1936). Linton také získal grant pro studenty, zabývající se problémem akulturace od vládní agentury Works Progress Administration, která byla součástí programu New Deal na řešení následků ekonomické krize. Jeho příspěvky o v publikaci Acculturation in Seven American Indian Tribes jsou dodnes jedny z jeho nejpodnětnějších prací.

## Válka a poválečné působení
Během druhé světové války se Linton podílel na válečném plánování a jeho úvahy o válce a roli USA v ní jsou znát například na jeho poválečné publikaci The Science of Man in the World Crisis (1945). Během války Linton podnikl výzkumnou cestu do Jižní Ameriky, během které zjistil, že trpí srdeční chorobou. Po válce se přesunul na Yale University, kde učil a publikoval v letech 1946–1953. Začal zde pracovat na knize The Tree of Culture, ambiciózní publikaci, která se zabývala kulturou celého lidstva. Během práce na této knize však na štědrý den roku 1953 zemřel na selhání srdce a knihu The Tree of Culture dokončila až jeho žena.